# 사회로동당
사회로동당(社會勞動黨)은 1946년 10월, 3당 합당으로 남조선로동당을 만드는 것에 반대하는 조선공산당 대회파가 주도해 조선인민당과 남조선신민당의 합당반대파와 만든  좌익계열 정치정당이다. 약칭 사로당이라고 부른다.

## 같이 보기
- 조선공산당
- 조선인민당
- 근로인민당
- 여운형
- 백남운
- 강진